# 国立病院機構小倉医療センター
独立行政法人国立病院機構小倉医療センター（どくりつぎょうせいほうじん こくりつびょういんきこう こくらいりょうせんたー）は、福岡県北九州市小倉南区にある医療機関。旧国立小倉病院。

## 概要
小倉に一大拠点を築いた旧大日本帝国陸軍が開設した「小倉衛戍病院」を母体とし、現在は独立行政法人国立病院機構が運営する病院である。政策医療分野におけるがん、精神疾患、肝疾患の専門医療施設であるとともに、地域医療支援病院の承認を受ける。
近年のリストラ策に伴い、看護師養成機関については「民営化」され2008年に閉校。2011年、学校法人戸早（とはや）学園がこれを引き継ぎ、「専門学校北九州看護大学校」として生まれ変わった。

## 沿革
- 1888年5月12日 - 大日本帝國陸軍により小倉衛戍病院として小倉城内に創設
- 1899年4月1日 - 現在地に移転
- 1945年12月1日 - 敗戦により他の陸海軍病院などとともに厚生省に移管、「国立小倉病院」に改称
- 1949年5月19日 - 昭和天皇が行幸（昭和天皇の戦後巡幸）。病棟を慰問[1]
- 2001年1月6日 - 省庁再編で厚生労働省に移管
- 2004年4月1日 - 独立行政法人国立病院機構に移管され、「独立行政法人国立病院機構小倉病院」に改称
- 2008年
  - 3月31日 - 附属看護学校閉校
  - 9月20日 - 新病棟開棟
  - 10月1日 - 現名称に改称
- 2011年4月1日 - 学校法人戸早学園が敷地内に「専門学校北九州看護大学校」を開設

## 診療科
専門医療拠点であるため、救急を除き原則として他医療機関からの診療情報（紹介状）が必要。科によっては飛び込み（紹介状無しの）診療を受け付けないケースもあるので、事前に確認しておいた方がよい。
- 内科
- 精神科・神経科
- 呼吸器科
- 消化器科
- 循環器科
- 小児科
- 外科
- 整形外科
- 小児外科
- 皮膚科
- 泌尿器科
- 産婦人科
- 眼科
- 耳鼻咽喉科
- 放射線科
- 麻酔科
- 心療内科

## 周辺の施設
場所柄医療・福祉関係の施設が集まっているが、北九州市は2013年、総合療育センター建替え移転など施設の再編整備を実施する構想を打ち出した。嘗ては市立の障害者スポーツセンターもあったが、2012年にコナミスポーツクラブ小倉跡へ移転した。
- 北九州市立総合療育センター
- 北九州市立小倉総合特別支援学校
- 北九州市立小倉南特別支援学校
- 社会福祉法人北九州手をつなぐ育成会
  - 関連施設として東部会館とインクルきくの2か所がある。
- 福岡県立北九州高等学校
- 国土交通省九州地方整備局北九州国道事務所
- 小倉南区役所
- 福岡県警察小倉南警察署

## 交通アクセス
バス
西鉄バス北九州を利用する。
- 2013年3月16日、西鉄グループがJR九州に連動させたダイヤ改正により、外来診療を行う平日のみ12番系統（若園線）の一部乗り入れが開始される。
- または「北方小学校前（国立病院入口）」下車、徒歩5分。こちらの方が運行本数は多い。

鉄道
鉄道の駅からは遠回りになるので、バスを利用したほうが近い。
- 北九州モノレール北方駅下車、徒歩10分。
- JR日豊本線城野駅下車、徒歩15分。